# 凉虾

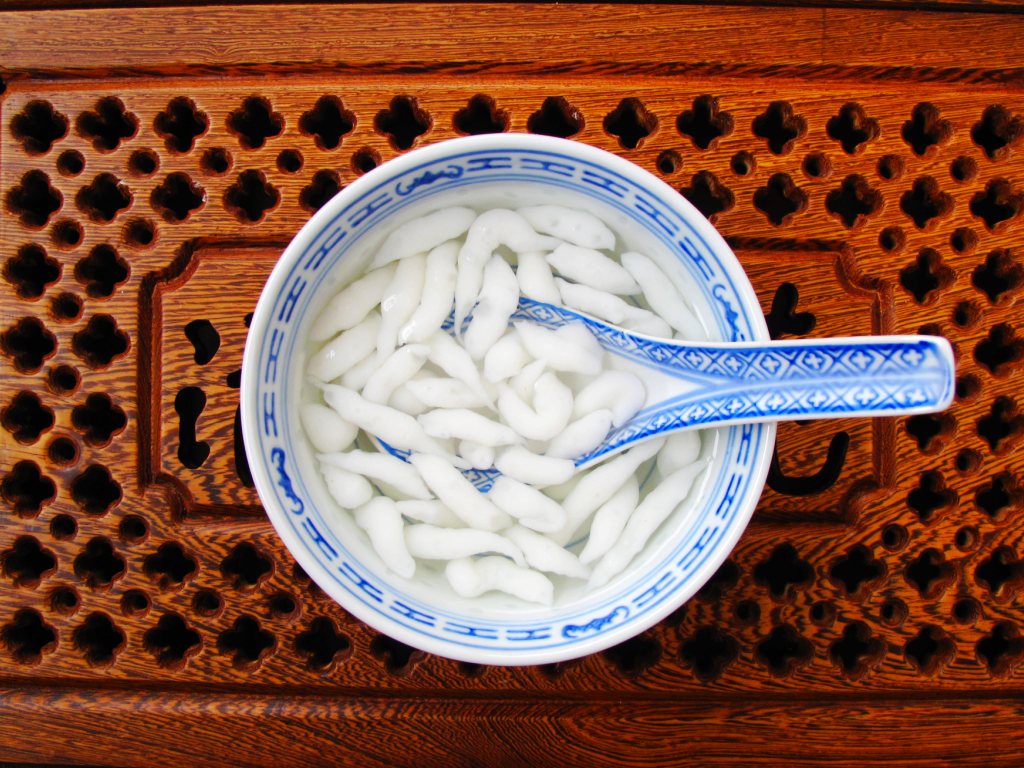

凉虾，又叫“米凉虾”，是一种用大米做成的特色小吃，因头大尾细形似虾，故此得名。广泛分布于湖北宜昌、重庆、四川、云南、贵州等地。

## 典故
相传是长江三峡地区，一彭氏孝子因其母亲冬季想吃虾而制作出的小吃。

## 都市文化
在湖北宜昌，凉虾是街边随处可见的平民小吃，由路边小贩经营，多为家庭自制。一只只白色的“小虾”装在透明玻璃容器中，看起来甚是诱人。夏天一到，人们走路走累了，总来上一碗冰凉虾。。
凉虾深入宜昌地区的草根文化之中，宜昌方言歌曲《凉虾FEAT赤花子&酸梅汤》便是以凉虾等夏季消暑小吃为题材的宜昌方言歌曲。